# فرانكو روسي (لاعب هوكي الجليد)
فرانكو روسي (بالإيطالية: Franco Rossi)‏ (و. 1916 – 2006 م) هو لاعب هوكي الجليد من إيطاليا، ومملكة إيطاليا، ولد في ميلانو، شارك في الألعاب الأولمبية الشتوية 1948، والألعاب الأولمبية الشتوية 1936، توفي عن عمر يناهز 90 عاماً.

## روابط خارجية
- فرانكو روسي على موقع EliteProspects.com (الإنجليزية)
- فرانكو روسي على موقع أوليمبيديا (الإنجليزية)